# Sphaerodactylus townsendi
Sphaerodactylus townsendi — вид геконоподібних ящірок родини Sphaerodactylidae. Ендемік Пуерто-Рико. Вид названий на честь американського зоолога Чарльза Гаскінса Таунсенда.

## Поширення і екологія
Sphaerodactylus townsendi мешкають в прибережних районах на сході і півдні Пуерто-Рико та на сусідніх островах, зокрема на островах В'єкес і Каха-де-Муертос. Вони живуть в сухих і вологих тропічних лісах, в пальмових гаях і кокколобових заростях, серед опалого листя та під камінням. Зустрічаються на висоті до 200 м над рівнем моря. Відкладають яйця.